# بطولة تونس لألعاب القوى 1985
بطولة تونس لألعاب القوى 1985 هو الدورة 30 من بطولة تونس لألعاب القوى.

فاز بهذا الموسم الزيتونة الرياضية.

## روابط خارجية
- الموقع الرسمي للجامعة التونسية لألعاب القوى.